# Teruel (tỉnh)

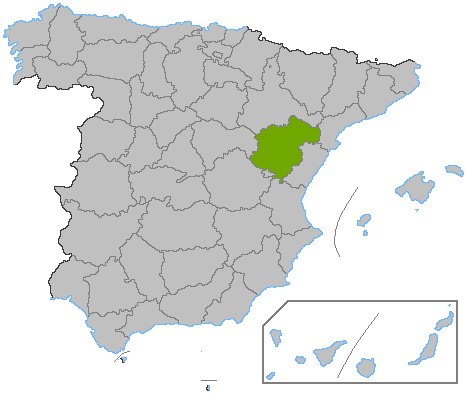
Tỉnh Teruel

Teruel (tiếng Aragon: Tergüel, tiếng Catalunya: Terol) là một tỉnh ở Aragon, đông bắc Tây Ban Nha.
Tỉnh này giáp các tỉnh Tarragona, Castellón, Valencia (bao gồm vùng đất nằm lọt Rincón de Ademuz), Cuenca, Guadalajara và Zaragoza.
Thủ phủ là Teruel.
Diện tích là 14.809 km², dân số là 138.686 người (năm 2003), trong đó có ¼ sống ở tỉnh lỵ. Tỉnh này có 236 đô thị. Xem danh sách các đô thị tại Teruel.

## Cư dân nổi tiếng
- Luis Buñuel, đạo diễn phim
- Antón García Abril, nhạc sĩ sáng tác
- Pablo Serrano, nhà điêu khắc
- Luis Milla, cựu cầu thủ bóng đá
- David Civera,ca sĩ nhạc nhẹ
- Francisco Mariano Nifo, ký giả